# Farida Labidi
Pour les articles homonymes, voir Labidi.
Farida Labidi, née le 24 mars 1968 au Kef, est une femme politique tunisienne.

## Biographie

### Études
Farida Labidi étudie à la faculté de droit de Sousse ; elle passe alors six mois en prison en raison de son militantisme à l'Union générale tunisienne des étudiants. Elle poursuit ses études à la faculté de droit de Tunis, y obtenant un DEA.

### Carrière professionnelle et politique
En raison de ses activités politiques, son dossier pour devenir avocate est d'abord refusé, avant d'être accepté en 1997. À partir de 2007, elle est membre de la section régionale du barreau de Tunis.
Membre d'Ennahdha, elle est élue après la révolution de 2010-2011 comme membre de l'assemblée constituante en tant que représentante de la circonscription de Kairouan. Au sein de l'assemblée, elle préside la commission des droits et libertés et appartient à la commission des consensus, à la commission d'enquête sur les évènements du 9 avril 2012 et du comité mixte de coordination et de rédaction.
Elle est élue à l'Assemblée des représentants du peuple lors des élections du 26 octobre 2014.

### Vie privée
Farida Labidi est mariée et mère de deux enfants.